# Sergio Corrieri
Sergio Corrieri, né le 2 mars 1938 à Jaimanitas et mort le 29 février 2008 à La Havane, est un acteur, directeur de théâtre et intellectuel cubain.

## Biographie
Attiré par la comédie dès son plus jeune âge, Corrieri s'inscrit au théâtre universitaire et fait ses débuts à l'âge de 16 ans dans la pièce brésilienne de Joracy Camargo, El nieto de Dios. Il a également joué des personnages dans des pièces d'Arthur Miller, Anton Tchekhov, Lope de Vega, Edward Albee, Bertolt Brecht, Arthur Schnitzler, Osvaldo Dragún et Vladimir Maïakovski. Au cinéma, il a joué dans Mémoires du sous-développement de Tomás Gutiérrez Alea, Baraguá de José Massip et dans El hombre de Maisinicú (es) de Manolo Pérez, rôle qui lui a valu le prix de la meilleure interprétation masculine au Festival international du film de Moscou. Il a joué en tout dans 14 films entre 1962 et 1986.
Très impliqué dans la révolution cubaine, Corrieri a fondé le Grupo Teatro Escambray en 1968 dans les hauts plateaux du centre de l'île, où quelques années plus tôt avait eu lieu une tentative de renversement du nouveau gouvernement cubain. Il a également participé à la campagne cubaine en Angola, à la tête d'un groupe d'acteurs, et s'est rendu au Nicaragua après le triomphe des Sandinistes,.
Au cours de sa carrière politique, Corrieri a été membre du comité central du parti communiste depuis 1980, député à l'Assemblée nationale et membre du Conseil d'État. Il a également été vice-président de l'Institut cubain de radio et télévision (ICRT) et chef du département de la culture du comité central du PCC. Depuis 1990, il occupait la présidence de l'Institut cubain d'amitié avec les peuples, poste à partir duquel Corrieri a développé un intense travail d'interlocuteur du mouvement de solidarité internationale avec la révolution et a contribué à la large diffusion des idées résistantes et humanistes de la société cubaine. Il occupait ce poste au moment de sa mort.
Parmi les récompenses qu'il a reçues au cours de sa vie, citons l'ordre de Félix Varela, la médaille Alejo Carpentier, la réplique de la machette du général Máximo Gómez et le prix du théâtre national (es) en 2006.
Il meurt en 2008 à l'âge de 69 ans.

## Filmographie
- 1962 : Cuba '58, segment Los novios de Jomi García Ascot : Julián
- 1962 : Crónica Cubana de Hugo Ulive
- 1964 : Soy Cuba de Mikhaïl Kalatozov : Alberto
- 1965 : Desarraigo de Fausto Canel
- 1966 : Papeles son papeles de Fausto Canel
- 1968 : La ausencia (es) d'Alberto Roldán (court métrage)
- 1968 : Mémoires du sous-développement (Memorias del subdesarrollo) de Tomás Gutiérrez Alea : Sergio Carmona Mendoyo
- 1973 : El hombre de Maisinicú (es) de Manuel Pérez
- 1975 : Mella d'Enrique Pineda Barnet
- 1976 : Mina, viento de libertad d'Antonio Eceiza
- 1977 : Río Negro de Manuel Pérez
- 1985 : Como la vida misma	de Victor Casaus
- 1986 : Baraguá de José Massip
- 2004 : Soy Cuba, le mammouth sibérien